# Börringe distrikt
Börringe distrikt är ett distrikt i Svedala kommun och Skåne län. 
Distriktet ligger öster om Svedala.

## Tidigare administrativ tillhörighet
Distriktet inrättades 2016 och utgörs av en del av området Svedala köping omfattade till 1971, delen som före 1967 utgjorde Börringe socken.
Området motsvarar den omfattning Börringe församling hade 1999/2000.